# Prolinognathus
Prolinognathus – rodzaj skórnych pasożytów ssaków należących do rzędu Phthiraptera. Powodują chorobę zwaną wszawicą. Cechą charakterystyczną jest brak oczu.
Do rodzaju Prolinognathus obecnie należy 8 gatunków wszy.
- Prolinognathus aetiopicus (Fahrenholz, 1939)
- Prolinognathus arcuatus (Fahrenholz, 1939)
- Prolinognathus caviae-capensis
- Prolinognathus faini (Benoit, 1961)
- Prolinognathus ferrisi (Fahrenholz, 1939)
- Prolinognathus foleyi (Fahrenholz, 1939)
- Prolinognathus leptocephalus
- Prolinognathus schulzi (Taute, 1971)